# 金谷こうすけ
金谷康佑（かなたに こうすけ、1958年9月17日 - ）は日本のジャズピアニスト、コンポーサー、アレンジャー兵庫県西宮市出身・京都府宮津市在住
立命館大学経済学部卒業・立命館大学軽音楽部OBJazzPianist・Composer・Arranger・RadioDJ・Producer
株式会社アティーナ所属・公益財団法人宮津市民実践活動センターアドバイザー・日本音楽表現学会会員・元西宮市文化振興財団理事・元全国音楽街道協議会代表世話人
金谷康佑事務所代表・金谷康佑ミュージックスクール代表・（株）ミュージックスケイプ代表取締役
2021年2月から活動名を「金谷こうすけ」から本名の表記「金谷康佑」に変更。

## 経歴
▶︎2020年7月、西宮市から、幼少期を過ごした京都府宮津市に移住。
宮津では魚屋で町屋を改装し、1924年製のニューヨークスタインウエイA3モデルを備えた「天佑庵ピアノホール」をつくった。
▶︎荒崎英一郎に師事、深町純に薫陶を受ける。大学生の時からプロ活動を開始する。
モダンジャズをベースにしているものの、音楽を『表現』として捉えたジャンルに捉われない活動を行っている。
新ジャンルの音楽創造に意欲的であり、主に、ジャズとクラシックを融合させた壮大なオリジナル曲を中心とするコンサートを行っている。
▶︎サンケイホールブリーゼや西宮アミティホール、ビルボードライブ大阪、西宮市フレンテホールなどで開催していた「NOTES OF LIFE（人生ノヲト）コンサート」があり、10回で完結したこのシリーズに代わって、兵庫県立芸術文化センターを拠点に新シリーズ「Era of Empathy」（共感の時代）が2018年からスタートした。
▶︎ドイツ・オーストリアへの留学後、2000年に、阪神淡路大震災の被災経験から、全四楽章からなるシンフォニー「震災組曲～フェニックス～」を上梓。
2015年1月17日に震災組曲が収録されたアルバム「Phoenix」をリリース。
▶︎2015年から「ソロ」シリーズに本腰を入れ、その第一弾コンサート「ベーゼンドルファーとの再会」にて、ベーゼンドルファー225、第二弾はヤマハC7、第三弾は山村サロンでハンブルクスタインウエイを使用し、ジャズスタンダードアレンジ、オリジナル曲、そしてその演奏に高い評価を得る。
和楽器や邦楽とのコラボレーションにも取り組んでおり、和太鼓松村組、二代目高橋竹山とのコラボレーションは大きな話題となった。
▶︎作曲家としては、JAZZ・J-POPから演歌まで幅広く制作している。また作詞も手がけている。
とりわけ、西宮の応援ソング『勇気をだして』（ダイナマイトしゃかりきサーカス）、さくらFM開局15周年記念ソング『銀色の波』（DiceK）、メジャーグループ『NADA』への『ギフト』は、好評である。
2015年の震災組曲に続き、2021年7月に２つ目の組曲「未来組曲」（全四楽章）が完成し、宮津市で初演した。
現在、３つ目の組曲「平和組曲」を執筆中である。
▶︎現在活動しているバンドは、元Gクレフのヴァイオリニスト「渡辺剛」と関西フィルハーモニー管弦楽団首席チェリスト「向井航」の３人編成「The Trio Empathy」、NHK「おかあさんといっしょ」第9代歌のお兄さんを務めたヴォーカルの杉田あきひろとのデュオグループ「The NEO」、「金谷康佑ModernJazzQuintet」などである。
▶︎震災支援の活動も精力的で、定禅寺ストリートジャズフェスティバル『震災復興支援ステージ』（仙台）、「東北・阪神『虹と絆』コンサート」（仙台・南三陸）などに出演。東北のアーティストとの交流も盛んである。
▶︎2022年より「地球・平和・未来の日」を自身で制定し、広島・神戸・京都などで平和のためのコンサートを開催している。
▶︎さくらFM(78,7MHz／毎月第2水曜日20時～21時)の番組『金谷こうすけのJazzySquare』のDJを18年間務めている。
▶︎プロデューサーとしては、大阪万博公園での「エキスポジャズフェスティバル」、「西宮音楽街道」をはじめ、HOTEL LA SUITE KOBEのジャズイベントなど、数々の音楽イベントを手がけ、成功に導く。
特に代表を務めていた「全国音楽街道」（2021年解散）では地域の音楽振興にたいへん注力していた。
▶︎音楽教育の分野では、ピアニストとシンガーの育成に心血を注いでいて、プロへ多くのミュージシャンを輩出している。
▶︎幼少期を過ごした京都府宮津市への移住をきっかけに、丹後・中丹地方の音楽文化の発展に寄与するべく「駅・まちかどピアノ」設置の運動を始めた。
★所属事務所＝株式会社アティーナ
★マネジメント業務提携会社
（舞台・制作担当）株式会社TKプロダクション
（営業担当）ヴォイスアカデミア
（音響）株式会社リードマン
（アルバム制作担当）株式会社ワタナベレコード・有限会社エンブリオ•Kasuga

## リーダーCD
- 2000年5月10日：「きみは雲海をみたか」（Bird Typhoon）
- 2008年12月9日：「AID」（Jazz&Classic Melting Orchestra）
- 2012年8月25日：「あるがままに」（The Nature）
- 2015年1月17日：「Phoenix」（The Nature Special Edition）
- 2015年3月11日：「勇気をだして」（人生の応援ソング）
- 2016年4月21日：「Lyricism」（ソロ）
- 2016年6月26日：「もうひとつの空」（AnotherSky）
- 2017年6月28日：「MutatIon」（AheadQ）
- 2019年10月27日：「虹と絆」（ちたにうむ22）
- 2022年10月22日：「We Are The NEO」（The NEO）

## 参加アルバム
- パーカッショニスト山村誠一「Voice of ten」
- シャンソン歌手ザザのアルバム
- 桑名晴子「A.K.A.N.A.I」

## 主な共演アーティスト
（順不同・敬称略）
- 荒崎英一郎（大阪）
- 深町純（東京）
- 渡辺剛（東京）
- 金子健（東京）
- 堀越彰（東京）
- 青木英美（東京）
- 斉藤とも子（東京）
- 杉田あきひろ（東京）
- 藤陵雅裕（東京）
- 黒岩静枝（札幌）
- 桑名ハルコ（西宮）
- 芳野藤丸（東京）
- 清水興
- 東原力哉
- 中西圭三（東京）
- 鍋島直昶（西宮）
- 石井康二（東京）
- 伊太地山伝兵衛（東京）
- Yu-Ma
- 宮野英子
- 清水末寿（広島）
- 柴作伊佐雄（広島）
- 中野力（広島）
- 太田和孝（広島）
- タロー・オカモト（N.Y）
- 山村誠一
- 白土庸介（東京）
- 清水貴博（パリ）
- ダイナマイトしゃかりきサーカス（東京）
- 池田安友子
- 杉本篤彦（東京）
- 三四朗（東京）
- 井上尚彦（東京）
- 中嶋明彦（京都）
- 川瀬眞司（大阪）
- 大野敬正（津軽三味線）
- 伝三F
- 伊藤アイコ
- 上川ひろみ

など多数。
<公式HP>

「金谷康佑 公式ホームページ」

http://www.course-k.jp